# سانی اسلوند
سانی اسلوند (انگلیسی: Sanny Åslund؛ زادهٔ ۲۹ اوت ۱۹۵۲) بازیکن سابق فوتبال و مربی سابق فوتبال اهل سوئد است.
وی همچنین در تیم‌های ملی فوتبال زیر ۲۱ سال سوئد و سوئد بازی کرده‌است.